# Roger Tort
Roger Tort, né le 22 septembre 1918 à Montjoie-en-Couserans (Ariège) et mort à Paris 2e le 16 janvier 1975, est un évêque catholique français, évêque de Montauban intronisé en sa cathédrale Notre-Dame-de-l'Assomption de Montauban le 8 novembre 1970.

## Biographie
Né en Ariège près de Saint-Girons de parents agriculteurs, il fait ses études secondaires au petit séminaire de Pamiers puis au Grand séminaire de Pamiers entre 1928 et 1938. Il est prisonnier de guerre en Allemagne de 1940 à 1945. Il fait des études supérieures à l'Institut catholique de Toulouse de 1945 à 1948.
Roger Tort est ordonné prêtre le 29 juin 1948 à Pamiers. Fidèle à son Ariège natale, il est vicaire à Saint-Girons de 1948 à 1951, puis professeur de théologie et de morale au grand séminaire de Pamiers jusqu'en 1956 et curé de Sentein jusqu'en 1967. Il revient à Pamiers où il sera curé-archiprêtre jusqu'à sa nomination en 1970.
Nommé évêque de Montauban le 2 septembre 1970, il est consacré le 18 octobre suivant par Henri Lugagne-Delpon, évêque de Pamiers, assisté par Maurice-Mathieu-Louis Rigaud, archevêque d'Auch après avoir été évêque de Pamiers et Louis de Courrèges d'Ustou, son prédécesseur à Montauban.
Il décède subitement à Paris le 16 janvier 1975.